# Cerro Catedral (Urugvaj)
Cerro Catedral, poznat i kao Cerro Cordillera je planinski vrh i najviša točka u Urugvaju visine 513.66 m. Predstavlja prirodnu granicu između departmana Lavalleja i Maldonado. 
Do 1973. godine, Cerro de las Animas, nadmorske visine od 501 m, se smatrao najvišom točkom Urugvaja. Međutim, iste te godine, skupina znanstvenika je izvršila nova mjerenja te je podatak ispravljen u korist vrha Cerro Catedral. Klima u ovom mjestu je vlažna suptropska ili oceanska, s toplim blagim ljetima i prohladnim zimama. Jaki vjetrovi su česta pojava. Padaline su ravnomjerno raspoređene tijekom cijele godine.